# Katolički kraljevi
Katolički kraljevi (španjolski: Reyes Católicos) je zajednička titula koja se u povijesti koristi za kraljicu Izabelu I. Kastilijsku i Ferdinanda II. Aragonskog. Titulu Katoličkih kraljeva je ovom kraljevskom paru dao papa Aleksandar VI. Ovaj kraljevski par vjenčao se 1469. godine u Valladolidu i tim brakom ujedinili dvije krune - Kastilije i Aragona - i praktično postavili prve temelje kraljevine Španjolske koja će konačno biti formirana pod vladavinom njihovog unuka, Karla V. Vremenom će opravdati ovu titulu, prvo boreći se protiv Maura u Rekonkvisti, koja se zarvšava 1492. godine padom Granade, posljednjeg maurskog uporišta na Pirinejskom poluotoku.
Vladavina Katoličkih kraljeva se podudara s razdobljem prijelaza svijeta iz Srednjeg vijeka u moderno doba. Uz podršku gradova i sitne vlastele, uspostavili su jaku centralističku monarhiju koja se mogla boriti protiv nezajažljivog apetita za vlašću crkvenih velikodostojnika i krupnih feudalaca. Osvajanjem Granade, Navare, Kanarskih otoka, Melille i drugih dijelova Afrike, uspjeli su ujediniti sav teritorij (osim Seute) pod jednom jedinom krunom, onoga što se danas zove kraljevina Španjolska.
Kraljevi su vodili zajedničku vanjsku politiku obilleženu diplomacijom Ferdinanda Katoličkog, koja je osigurala hegemoniju Španjolske sljedećih nekoliko stoljeća.
Otkriće Amerike 1492. - iste godine kada je Rekonkvista konačno privedena kraju - označilo je novo poglavlje u povijesti Pirinejskog poluotoka i otvorilo je nove mogućnosti u gospodarstvu, znanosti i politici, stavljajući naglasak na prekooceansku ekspanziju koja će trajati nekoliko stoljeća.
Katolički kraljevi su imali petoro djece, preko čijih brakova je Izabela Katolička osigurala političku sigurnost Španjolske koja se tada smatrala velikom silom na političkom, kulturnom i vjerskom planu.
- Izabela od Aragona i Kastilije (Isabel de Aragón y Castilla), udana prvo za Alfonsa od Portugala, a potom i za Manuela I. od Portugala.
- Juan od Aragona i Kastilije (Infante Juan de Aragón y Castilla), oženjen Margaritom od Austrije, umro rano, godine 1497.
- Juana I. od Kastilije (Juana I de Castilla), pozanta u povijesti i kao Juana Luda, udala se za Filipa od Austrije (Filip Lijepi), koji je kasnije postao Filip I. od Kastilje, sina njemačkog cara, Maksimilijana I.
- Marija od Aragona i Kastilje (María de Aragón y Castilla), udala se za Manuela I. od Portugala nakon što je njena sestra Izabela umrla.
- Katarina od Aragona (Catalina de Aragón), udata za Henrika VIII. od Engleske.